# Santa Anna de Claret
Santa Anna de Claret és una ermita o santuari del nucli de Claret, al sud-est del municipi de Santpedor (Bages). És una obra protegida com a bé cultural d'interès local.

## Descripció

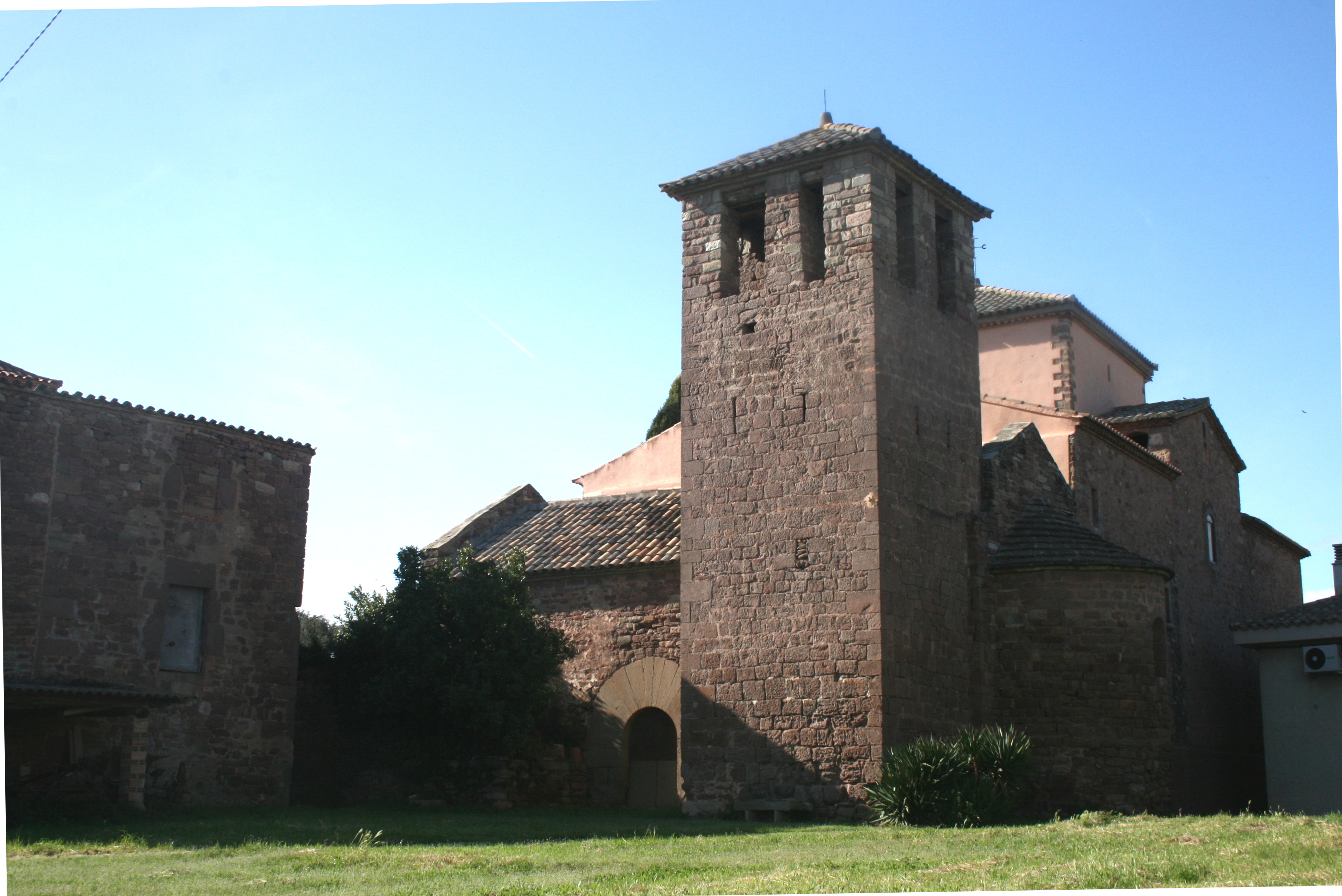
Església de Santa Maria adossada al sud de Santa Anna

Al llogarret hi ha dues esglésies, la de Santa Maria i la de Santa Anna, l'una al costat de l'altra. Santa Maria de Claret és una església romànica, construïda al segle xii, amb una sola nau i un absis semicircular, i amb una torre campanar (del segle xiv, segons alguns, o del xii, segons altres), que, alhora, és torre de defensa amb espitlleres. Fou parròquia fins al segle xix. En canvi, l'església de Santa Anna és una construcció iniciada el 1762 i acabada el 1769. Substitueix l'església preexistent, que havia estat dedicada a sant Salvador i que es trobava a dins del terme de Sant Fruitós de Bages, limitant, però, amb el de Santpedor. L'any 1929 va ser restaurada i se li va afegir un campanar.
Santa Anna de Claret és una construcció religiosa, una església d'una sola nau amb capelles laterals, orientada a llevant i amb un ampli porxo obert a ponent amb la porta d'accés a l'església que és adossada a l'antiga església romànica de Santa Maria de Santpedor o de Claret. El presbiteri és rectangular i tenca la capella i sagristia. L'altar major acull la venerada imatge de Santa Anna de Claret (romànica) L'exterior és totalment envoltat de jardins i de masies que constituïen l'antic terme parroquial de l'església de Sta. Maria de Claret.
A prop de les esglésies hi ha una zona de pícnic i un parc infantil envoltats de velles alzines, i tot plegat configura un indret agradable i ben comunicat. S'hi celebren diversos aplecs. El més concorregut és el del dia de Santa Anna, que es considera la festa major d'estiu de la vila.

## Història
El santuari de Santa Anna de Claret fou construït al s.XVIII, concretament entre els anys 1762-1769. El primer santuari era situat al lloc conegut com el Pla de Claret i sembla que molt probablement devia ésser un edifici romànic, avui totalment perdut, dedicat a Sant Salvador.
A l'interior, s'hi conserva una imatge de santa Anna, una talla romànica, probablement del segle xiii. L'any 1507, santa Anna fou proclamada patrona de Santpedor en acció de gràcies pel fet que la pesta bubònica havia passat per la vila sense causar-hi cap mort. Posteriorment se li ha atribuït que la vila no fos atacada ni en la Guerra de Successió ni en la del Francès.
Santa Anna ha donat nom als polígons industrials Santa Anna I i Santa Anna II, que reuneixen un nombre considerable d'indústries.